# Radovci (Grad, Slovenija)
Radovci (mađarski: Radófa) je naselje u slovenskoj Općini Grad. Radovci se nalaze u pokrajini Prekmurju i statističkoj regiji Pomurju. 

## Stanovništvo
Prema popisu stanovništva iz 2002. godine naselje je imalo 226 stanovnika.